# Odiellus troguloides
Espèce
Synonymes
- Phalangium troguloides Lucas, 1846
- Acantholophus gallicus Simon, 1879

Odiellus troguloides est une espèce d'opilions eupnois de la famille des Phalangiidae.

## Répartition
Cette espèce se rencontre en Algérie, au Maroc, au Portugal, en Espagne, en France et en Italie.

## Description
Les mâles mesurent de 7,3 à 7,8 mm et les femelles de 6,9 à 8,6 mm.

## Systématique et taxinomie
Cette espèce a été décrite sous le protonyme Phalangium troguloides par Lucas en 1846. Elle est placée dans le genre Acantholophus par Simon en 1879 puis dans le genre Odius par Roewer en 1912. Le nom Odius Thorell, 1876 étant préoccupé par Odius Lilljeborg, 1865, il a été remplacé par Odiellus par Roewer en 1923.
Acantholophus gallicus a été placée en synonymie par Šilhavý en 1949.

## Publication originale
- Lucas, 1846 : Histoire naturelle des animaux articulés. Exploration scientifique de l'Algérie pendant les années 1840, 1841, 1842 publiée par ordre du Gouvernement et avec le concours d'une commission académique. Paris, Sciences physiques, Zoologie, vol. 1, p. 89-271.